# Albany (Australia Occidental)
Albany es una ciudad situada en la costa sur del estado de Australia Occidental (Australia). Se encuentra a una distancia de 408 km respecto a Perth, la ciudad más poblada del estado.

## Geografía
Esta ciudad se encuentra entre tres grandes montañas, Mount Clarence, Mount Melville y Mount Adelaide, y comprende tanto el puerto Princess Royal Harbour como el estrecho de King George. Varias playas rodean a Albany, la más cercana al centro de la ciudad es la playa Middleton.

### Clima
Albany tiene un clima mediterráneo con veranos generalmente calientes e inviernos frescos y lluviosos. La ciudad se sitúa en la llamada "costa del arco iris" el cual es un título adecuado, ya que tiene un promedio alto de días nublados y con llovizna. Julio es el mes más lluvioso, con un promedio de 140 milímetros. El mes más seco es febrero con un promedio de 23 milímetros.
| Parámetros climáticos promedio de Albany, Western Australia | Parámetros climáticos promedio de Albany, Western Australia | Parámetros climáticos promedio de Albany, Western Australia | Parámetros climáticos promedio de Albany, Western Australia | Parámetros climáticos promedio de Albany, Western Australia | Parámetros climáticos promedio de Albany, Western Australia | Parámetros climáticos promedio de Albany, Western Australia | Parámetros climáticos promedio de Albany, Western Australia | Parámetros climáticos promedio de Albany, Western Australia | Parámetros climáticos promedio de Albany, Western Australia | Parámetros climáticos promedio de Albany, Western Australia | Parámetros climáticos promedio de Albany, Western Australia | Parámetros climáticos promedio de Albany, Western Australia | Parámetros climáticos promedio de Albany, Western Australia |
| Mes                                                         | Ene.                                                        | Feb.                                                        | Mar.                                                        | Abr.                                                        | May.                                                        | Jun.                                                        | Jul.                                                        | Ago.                                                        | Sep.                                                        | Oct.                                                        | Nov.                                                        | Dic.                                                        | Anual                                                       |
| ----------------------------------------------------------- | ----------------------------------------------------------- | ----------------------------------------------------------- | ----------------------------------------------------------- | ----------------------------------------------------------- | ----------------------------------------------------------- | ----------------------------------------------------------- | ----------------------------------------------------------- | ----------------------------------------------------------- | ----------------------------------------------------------- | ----------------------------------------------------------- | ----------------------------------------------------------- | ----------------------------------------------------------- | ----------------------------------------------------------- |
| Temp. máx. abs. (°C)                                        | 41.7                                                        | 44.8                                                        | 40.8                                                        | 37.7                                                        | 35.2                                                        | 24.6                                                        | 22.8                                                        | 27.2                                                        | 30.6                                                        | 36.2                                                        | 41.1                                                        | 42.2                                                        | 44.8                                                        |
| Temp. máx. media (°C)                                       | 22.8                                                        | 23.0                                                        | 22.2                                                        | 20.8                                                        | 18.5                                                        | 16.5                                                        | 15.6                                                        | 16.2                                                        | 17.2                                                        | 18.4                                                        | 20.4                                                        | 21.9                                                        | 19.5                                                        |
| Temp. mín. media (°C)                                       | 15.0                                                        | 15.3                                                        | 14.6                                                        | 12.6                                                        | 10.6                                                        | 9.0                                                         | 8.1                                                         | 8.3                                                         | 9.2                                                         | 10.3                                                        | 12.3                                                        | 13.9                                                        | 11.6                                                        |
| Temp. mín. abs. (°C)                                        | 7.8                                                         | 7.2                                                         | 6.1                                                         | 4.8                                                         | 2.4                                                         | 1.7                                                         | 0.1                                                         | 1.6                                                         | 2.0                                                         | 3.4                                                         | 5.6                                                         | 6.7                                                         | 0.1                                                         |
| Precipitación total (mm)                                    | 23.7                                                        | 23.1                                                        | 38.3                                                        | 67.9                                                        | 119.6                                                       | 132.5                                                       | 144.8                                                       | 127.4                                                       | 102.0                                                       | 80.4                                                        | 43.4                                                        | 29.6                                                        | 932.6                                                       |
| Fuente:                                                     |                                                             |                                                             |                                                             |                                                             |                                                             |                                                             |                                                             |                                                             |                                                             |                                                             |                                                             |                                                             |                                                             |

## Historia
Albany es el asentamiento más antiguo en Australia Occidental, y fue fundada en 1826, tres años antes que Perth, la capital del estado. En primer lugar se fundó un fuerte militar en el estrecho bautizado como "King George", con el objetivo de evitar cualquier plan francés de instalarse en el occidente australiano.
Los primeros exploradores europeos que visitaron el área circundante de Albany vinieron en la embarcación holandesa Gulden Zeepaert, dirigida por François Thijssen en 1626. Estos exploradores navegaron siguiendo la costa dirigiéndose hacia Australia del Sur.
Muchos años después, en 1791, el explorador inglés George Vancouver exploró la costa sur. Albany fue el lugar donde el 26 de septiembre de 1791 Vancouver tomó posesión de "Nueva Holanda" en nombre de la Corona británica. Al año siguiente, en 1792 el francés Bruni d'Entrecasteaux llegó al Cabo Leewin el 5 de diciembre y exploró el este de la costa sur. La expedición no llegó al estrecho de King George debido a las malas condiciones climáticas. En 1801, Matthew Flinders penetró en el estrecho de King George y estuvo durante un mes elaborando la carta del resto de la costa de Australia Occdiental. Hacia 1806 ya había completado la primera carta de circunnavegación de Australia.

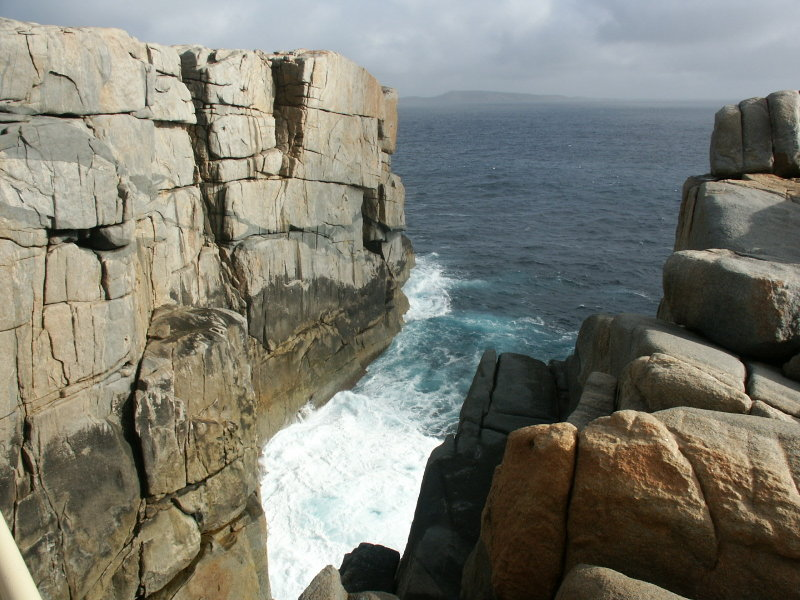
Costa de Albany.

El explorador australiano Philip Parker King visitó el estrecho en 1822 en el Bathurst. El 26 de octubre de 1826 el francés Dumont d'Urville visitó el estrecho a bordo del Astrolabe antes de navegar hacia Port Jackson siguiendo la costa sur. El día de Navidad del mismo año, los británicos conducidos por Edmund Lockyer llegaron desde Port Jackson y fundaron un puesto militar.
Albany, fue oficialmente bautizada por el gobernador Stirling a principios de 1832, honorando al príncipe Federico Augusto de Hannover, duque de York y Albany, e hijo del rey Jorge III. Albany también fue el destino final en 1841 del explorador Edward John Eyre, después de ser la primera persona en llegar a Australia Occidental por tierra desde el este (Adelaida).

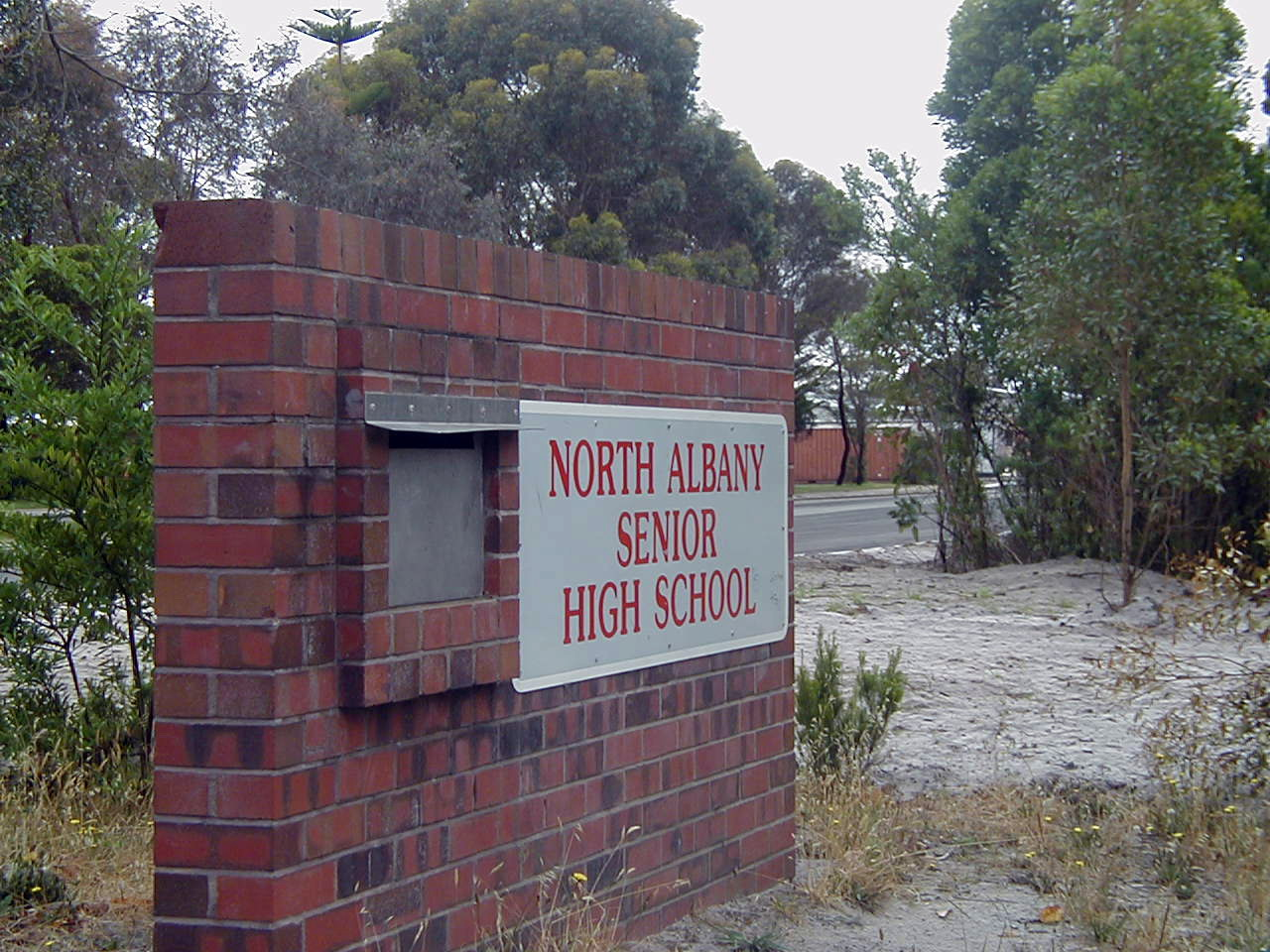
Escuela en Albany.

Hasta la construcción del puerto de Fremant en 1897, Albany también acogió el único puerto de aguas profundas de Australia Occidental, el Princess Royal Harbour, el cual es el mayor puerto natural en el occidente australiano y también en la costa sur del continente, fuera de Melbourne. Esta facilidad supuso que durante muchos años el primer puerto al cual llegaba el correo desde Inglaterra fuera Albany. Esto puso a Albany en una posición privilegiada respecto a Perth y permaneció de esta forma hasta que Charles Yelverton O'Connor utilizó dinamita en el arrecife, bloqueando así la entrada al río Swan, en Fremantle.
Albany fue el puerto escogido por la flota de Australia y Nueva Zelanda para partir hacia Europa en 1914, para participar en la Primera Guerra Mundial; un monumento de este hecho histórico se ha establecido en el punto más alto del Monte Clarence. La contribución de Kemal Ataturk, presidente de Turquía durante la Primera Guerra Mundial se reconoce nombrando al canal de entrada hacia el Princess Royal Harbour como Ataturk Channel.
Desde entonces Albany se ha vuelto popular entre las personas de la tercera edad, con habitantes que disfrutan de su aire fresco, sus playas limpias y sus vistas sobre el océano, todo esto continuando siendo un importante centro regional.

## Economía

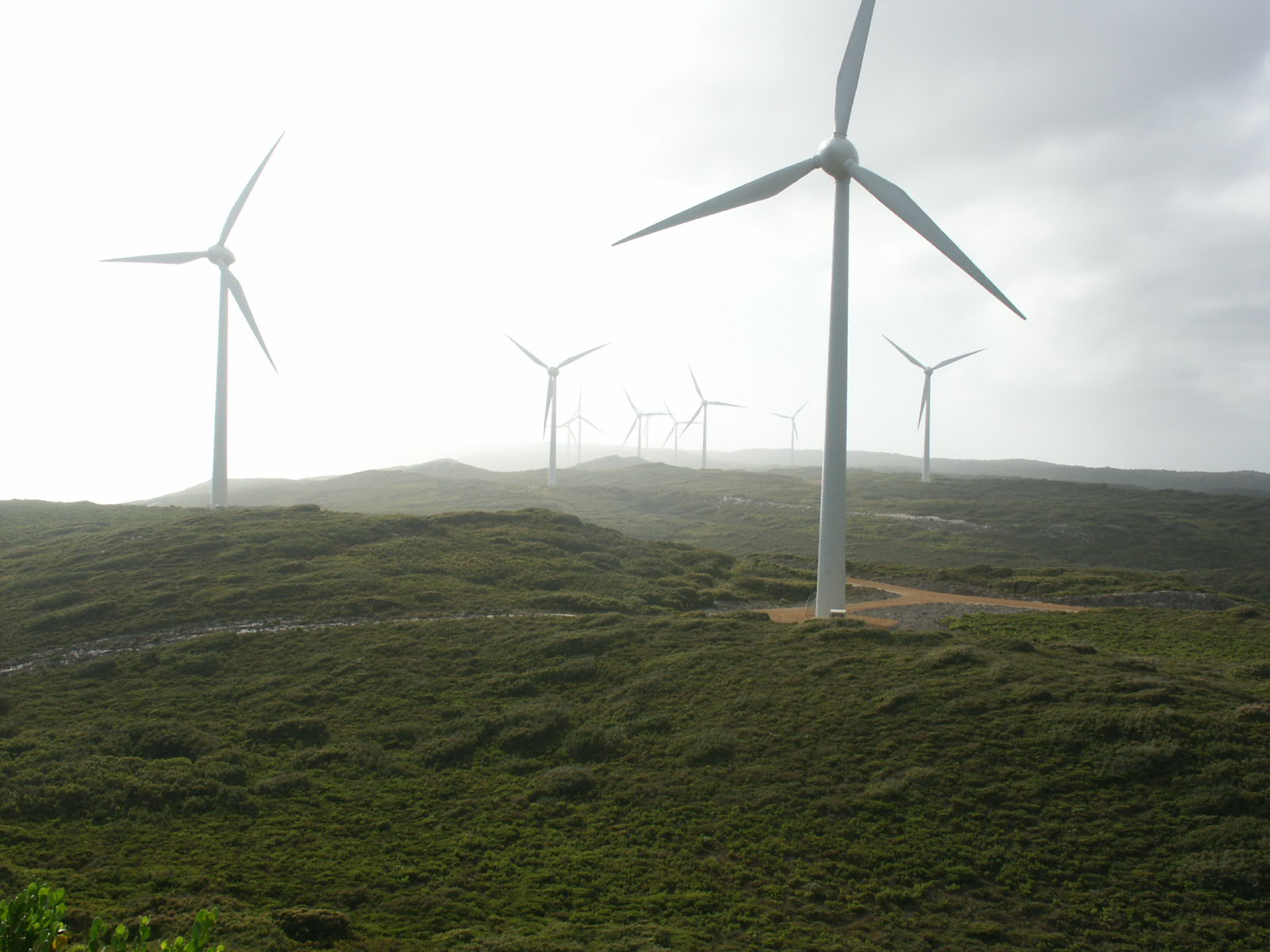

Las actividades económicas de Albany son el turismo, la pesca y la agricultura. Aunque la pesca de ballenas era una de las principales actividades económicas a mediados del siglo XX. Albany, posee una planta de energía eólica, la cual genera el 75% de la energía necesaria para la ciudad. También tiene un gran número de sitios turísticos incluyendo museos, fuertes, sitios naturales, sitios históricos como la cabaña de Patrick Taylor (data de 1832 y es la vivienda más vieja de Australia occidental). Además cuenta con playas de arena blanca, entre ellas:
- Emu.
- Middleton.
- Shelley.
- 2 personas.
- Muttonbird.